# Cineriz
La Cineriz, abbreviazione di Cinema Rizzoli, è stata una casa di produzione e distribuzione cinematografica italiana, fondata nel 1956 da Angelo Rizzoli, nonno di "Angelone".

## Storia
La Cineriz produsse e distribuì opere di registi importanti come Federico Fellini, Gillo Pontecorvo, Luchino Visconti, Michelangelo Antonioni, Pier Paolo Pasolini, Pietro Germi, Roberto Rossellini e Vittorio De Sica.
Tra le pellicole più fortunate, La dolce vita e 8 e mezzo di Federico Fellini, Umberto D. di Vittorio De Sica e numerosi successi popolari come Don Camillo, Fantozzi, Amici miei, ...altrimenti ci arrabbiamo!, Profondo rosso e Sette note in nero molti delle quali continuano ad essere proposte in Italia sul piccolo schermo.
Nel 1983 la Cineriz e la Rizzoli-Film hanno venduto il loro intero patrimonio filmico composto da 245 film a Reteitalia e a Retequattro.
Nel 1993, dopo dieci anni d'inattività e una serie di traversie economiche e giudiziarie, la Cineriz scomparve ufficialmente per decisione dell'assemblea degli azionisti, lasciando invariato solo il marchio.

## L'attività

### Filmografia (produzione)
| Nome                                                                     | Anno | Note         |
| ------------------------------------------------------------------------ | ---- | ------------ |
| 8½                                                                       | 1963 |              |
| Africa addio                                                             | 1966 | Documentario |
| Boccaccio '70                                                            | 1962 |              |
| Chi vuol dormire nel mio letto?                                          | 1963 |              |
| Come si distrugge la reputazione del più grande agente segreto del mondo | 1973 |              |
| Dal sabato al lunedì                                                     | 1962 |              |
| Dio li crea... Io li ammazzo!                                            | 1968 |              |
| Don Camillo monsignore... ma non troppo                                  | 1961 |              |
| Una jena in cassaforte                                                   | 1967 |              |
| Faustina                                                                 | 1968 |              |
| Francesco, giullare di Dio                                               | 1950 |              |
| I due Kennedy                                                            | 1969 | Documentario |
| I due marescialli                                                        | 1961 |              |
| I 4 tassisti                                                             | 1963 |              |
| I sogni muoiono all'alba                                                 | 1961 |              |
| I sogni nel cassetto                                                     | 1957 |              |
| Il brigante                                                              | 1961 |              |
| Il conte di Montecristo                                                  | 1961 |              |
| Il suffit d'aimer                                                        | 1960 |              |
| Kapò                                                                     | 1959 |              |
| L'amante di cinque giorni                                                | 1961 |              |
| L'anno scorso a Marienbad                                                | 1961 |              |
| L'eclisse                                                                | 1962 |              |
| La bellezza di Ippolita                                                  | 1962 |              |
| La commare secca                                                         | 1962 |              |
| La donna nel mondo                                                       | 1963 |              |
| La grande Olimpiade                                                      | 1961 | Documentario |
| Letto a tre piazze                                                       | 1960 |              |
| Mondo cane                                                               | 1962 | Documentario |
| Mondo cane 2                                                             | 1963 | Documentario |
| Odissea nuda                                                             | 1961 |              |
| Oggi a Berlino                                                           | 1962 |              |
| Oltre la porta                                                           | 1982 |              |
| Prima della rivoluzione                                                  | 1964 |              |
| Salvo D'Acquisto                                                         | 1974 |              |
| Satyricon                                                                | 1968 |              |
| Totò e Peppino divisi a Berlino                                          | 1962 |              |
| Tutto l'oro del mondo                                                    | 1961 |              |
| Venere imperiale                                                         | 1963 |              |
| Viva l'Italia                                                            | 1961 |              |

### Filmografia (distribuzione)
| Nome                                            | Anno | Note |
| ----------------------------------------------- | ---- | ---- |
| A mezzanotte va la ronda del piacere            | 1975 |      |
| Amici miei                                      | 1975 |      |
| A porte chiuse                                  | 1961 |      |
| Arrangiatevi                                    | 1959 |      |
| Black Jack                                      | 1968 |      |
| Borotalco                                       | 1982 |      |
| Casinò de Paris                                 | 1957 |      |
| Che fine ha fatto Totò Baby?                    | 1964 |      |
| Come te movi, te fulmino!                       | 1958 |      |
| Cuore di mamma                                  | 1969 |      |
| Delitto quasi perfetto                          | 1966 |      |
| Dernier domicile connu                          | 1970 |      |
| Delitto al ristorante cinese                    | 1981 |      |
| Don Camillo e i giovani d'oggi                  | 1972 |      |
| Don Camillo e l'onorevole Peppone               | 1955 |      |
| Don Camillo monsignore ma non troppo            | 1961 |      |
| Dove vai in vacanza?                            | 1978 |      |
| Era notte a Roma                                | 1960 |      |
| Fantozzi                                        | 1975 |      |
| Faustina                                        | 1968 |      |
| Francesco, giullare di Dio                      | 1950 |      |
| Giulietta degli spiriti                         | 1965 |      |
| Gli eroi della domenica                         | 1953 |      |
| I due marescialli                               | 1961 |      |
| I 4 tassisti                                    | 1963 |      |
| I 400 colpi                                     | 1959 |      |
| I sogni nel cassetto                            | 1957 |      |
| Il bisbetico domato                             | 1980 |      |
| Il castello dei morti vivi                      | 1964 |      |
| Il gatto di Brooklyn aspirante detective        | 1973 |      |
| Il secondo tragico Fantozzi                     | 1976 |      |
| Il vigile                                       | 1960 |      |
| In nome del Papa Re                             | 1977 |      |
| Io piaccio                                      | 1955 |      |
| Io, io, io... e gli altri                       | 1966 |      |
| Italian Secret Service                          | 1968 |      |
| L'assoluto naturale                             | 1969 |      |
| L'eclisse                                       | 1962 |      |
| L'ingorgo                                       | 1979 |      |
| La bella di Lodi                                | 1963 |      |
| La dolce vita                                   | 1960 |      |
| La donna a una dimensione                       | 1969 |      |
| La tigre è ancora viva: Sandokan alla riscossa! | 1977 |      |
| Le belle famiglie                               | 1964 |      |
| Le capitaine Fracasse                           | 1961 |      |
| Le castagne sono buone                          | 1970 |      |
| L'amore attraverso i secoli                     | 1967 |      |
| Le soldatesse                                   | 1965 |      |
| Le Vent d'est                                   | 1970 |      |
| Mi faccio la barca                              | 1980 |      |
| Mia moglie è una strega                         | 1980 |      |
| Noi siamo due evasi                             | 1960 |      |
| Odio mortale                                    | 1962 |      |
| Per amare Ofelia                                | 1974 |      |
| Per grazia ricevuta                             | 1971 |      |
| Primo amore                                     | 1959 |      |
| Quelle strane occasioni                         | 1976 |      |
| Ro.Go.Pa.G.                                     | 1963 |      |
| Senza sapere niente di lei                      | 1969 |      |
| Serafino                                        | 1969 |      |
| Sette a Tebe                                    | 1964 |      |
| Signé Arsène Lupin                              | 1959 |      |
| Top Sensation                                   | 1969 |      |
| Totò d'Arabia                                   | 1964 |      |
| Totò, Peppino e i fuorilegge                    | 1956 |      |
| Totò, Peppino e... la dolce vita                | 1961 |      |
| Totò, Peppino e la... malafemmina               | 1956 |      |
| Tu che ne dici?                                 | 1960 |      |
| Un borghese piccolo piccolo                     | 1977 |      |
| Un tentativo sentimentale                       | 1963 |      |
| Vacanze a Ischia                                | 1957 |      |
| Venere imperiale                                | 1963 |      |
| Von Buttiglione Sturmtruppenführer              | 1977 |      |
| Radiografia di un colpo d'oro                   | 1968 |      |
| La spensierata guerra dei bambini               | 1982 |      |